# Tonus
Tonus (latinisierte Form von altgriechisch τόνος tonos, deutsch ‚Spannung‘ zum Verb τείνειν teinein, deutsch ‚spannen‘, ‚an-‘, ‚ausspannen‘) ist der „Spannungszustand der Muskulatur“, der durch viskoelastische Eigenschaften des Gewebes und durch Reize des Nervensystems hervorgerufen wird. Es wird außerdem der „passive Muskeltonus“ vom „aktiven Muskeltonus“ unterschieden.
In der Skelettmuskulatur (quergestreifte Muskulatur) entsteht er vor allem durch abwechselnde Kontraktionen einzelner Muskelfasern, in der glatten Muskulatur des Körperinneren hingegen durch Dauerkontraktion von Muskelzellen. Der Tonus ist abhängig von der Innervation durch das Nervensystem, wobei diese willkürlich oder unwillkürlich erfolgen kann, sowie vom Stoffwechselzustand des Muskels.
Ein länger anhaltender, schmerzhafter Muskeltonus wird Verspannung genannt. Dieser Zustand tritt vor allem durch einseitige Körperhaltung ein und betrifft am häufigsten die Nacken- und Schultermuskulatur.

## Ruhetonus
Alle Muskeln haben einen gewissen Ruhetonus. Dieser Tonus charakterisiert im Allgemeinen eine Kraft, hier die Kraft, welche der Muskel einer von außen auf ihn einwirkenden Kraft entgegensetzt. In der Muskelphysiologie finden wir dies z. B. in den so genannten Dehnungskurven mit der Abhängigkeit der Muskellänge (isolierter Muskel) von der Kraft (das dehnende Gewicht), welche gleich der Muskelspannung (Gegenkraft) ist. Auch ein nicht aktiver, also ruhender, Muskel setzt einer dehnenden Kraft eine Spannung entgegen. Nach Dehnung ist eine kurzzeitige Verschiebung der Ruhedehnungskurve nach rechts möglich (Hysterese).
Diese auch am isolierten Muskel messbare Spannung muss unterschieden werden vom so genannten Reflextonus als unwillkürlicher Spannungstonus tonischer asynchron aktiver motorischer Einheiten, der neurogener Natur ist und unterschiedliche Ursachen haben kann. Auch bei scheinbar absoluter Inaktivität finden in gewissem Umfang Kontraktionen statt. Diese reichen aus, um beispielsweise bei schlaffer Lähmung der Streckmuskeln eines Gelenks die Beugemuskeln dieses Gelenks in Beugestellung zu ziehen. Dieser reflektorische Ruhetonus beruht auf einem monosynaptischen Reflex und verschwindet erst mit Durchtrennung des den Muskel versorgenden Nervs oder dessen Nervenwurzel.
Es gibt eine technische Apparatur, mit der die Eindrucktiefe eines Stempels in die Muskeloberfläche bei definierten Kräften gemessen wird (Myotonometer, Tissue-Tensiometer).
Orientierend kann die Muskelspannung auch durch Betasten beurteilt werden, wie z. B. in der Manuellen Therapie.

## Verlust und Erhöhung
Durch Zerstörung der den Muskel versorgenden Nerven(a) oder durch Gifte, die die Nerv-Muskel-Schnittstelle (motorische Endplatte) blockieren (z. B. Curare), kann es zu einem weitgehenden oder vollständigen Verlust des Muskeltonus kommen (schlaffe Lähmung).(b) Dies tritt meist im Rahmen einer zentralen oder peripheren Lähmung auf.(a) Den Zustand eines verminderten Muskeltonus nennt man Muskelhypotonie, der Zustand des vollständigen Tonusverlusts wird als Atonie bezeichnet. Als Paralyse wird der komplette Tonusverlust dann gekennzeichnet, wenn dieser durch eine Lähmung bedingt ist.(b)  Eine Atonie besteht grundsätzlich während des REM-Schlafes, womit das muskuläre Ausagieren von Trauminhalten gehemmt ist. Tonusverlust ist auch bei der Kataplexie festzustellen (sog. affektiver Tonusverlust).(c)
Ein erhöhter Tonus wird als Muskelhypertonie bezeichnet. Er tritt auf beim Krampf – lat. Spasmus – oder als Spastik bei zentraler Lähmung – daher auch spastische Lähmung genannt.(d)